# 1829 en santé et médecine
| Années de la santé et de la médecine : 1826 - 1827 - 1828 - 1829 - 1830 - 1831 - 1832    |
| Décennies de la santé et de la médecine : 1790 - 1800 - 1810 - 1820 - 1830 - 1840 - 1850 |

Cet article présente les faits marquants de l'année 1829 en santé et médecine.

## Événements
- 16 novembre : Alix de Lamartine, mère du poète Alphonse de Lamartine, meurt ébouillantée dans son bain qu'elle avait fait couler pour reprendre son calme après l'annonce de l'élection de son fils à l'Académie française[1].

## Publications
- L'inventeur français aveugle Louis Braille publie le système d'écriture en relief pour aveugles qui porte son nom.
- Claude Auguste Reynaud décrit pour la première fois les signes cliniques de la pleurésie[2].

## Prix

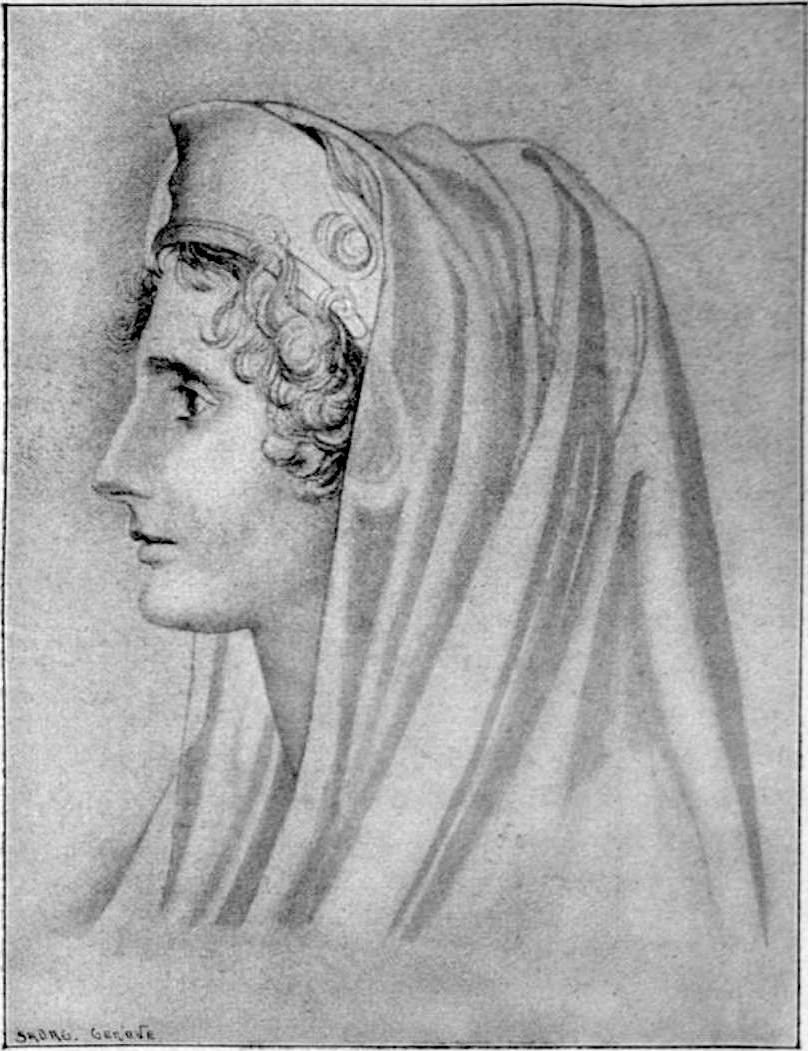
Alix de Lamartine (1766-1829)

- Poiseuille obtient le prix Montyon.
- Charles Bell reçoit la médaille royale de la Royal Society.

## Naissances
- 26 avril : Theodor Billroth (mort en 1894), chirurgien allemand.
- 14 août : Marie-Théophile Griffon du Bellay (mort en 1908), médecin et explorateur français.
- 14 novembre : Karl Wilhelm von Kupffer (mort en 1902), anatomiste allemand.
- 17 novembre : Antoine Gailleton (mort en 1904), médecin français.
- 27 novembre : Étienne Lancereaux (mort en 1910), médecin français.

Date inconnue
- Jean Guignard (mort en 1901), médecin, chirurgien et homme politique français.

## Décès
- 31 mars : Edward Augustus Holyoke (en) (né en 1728), médecin américain.
- 14 novembre : Louis-Nicolas Vauquelin (né en 1763), pharmacien et chimiste français[3].